# مالاکوف
مالاکوف (انگلیسی: Malakoff) شرکت برق مالزیایی است، که در سال ۱۹۷۵ تأسیس شد.